# ارتباط بدون خشونت

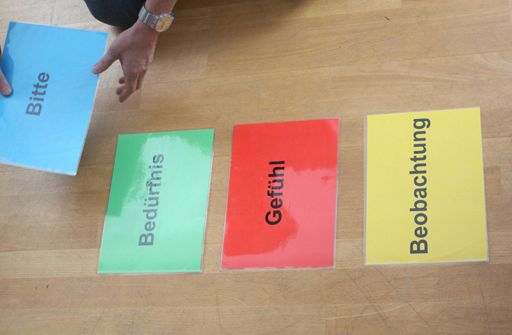
نامشخص

ارتباط بدون خشونت یا ارتباط بی‌خشونت (به انگلیسی: Nonviolent Communication)، نوعی فرایند ارتباطی است که به وسیله مارشال روزنبرگ درآغاز دههٔ ۱۹۶۰ گسترش یافت. ارتباط بدون خشونت به عنوان فرایند حل تعارض عمل می‌کند. این ارتباط بر سه جنبه ارتباطات شامل همدلی با خود، دریافت همدردانه و خود ابرازی صادقانه تمرکز دارد.
ارتباط بدون خشونت بر اساس این ایده که همه انسان‌ها دارای ظرفیت برای شفقت هستند و تنها زمانی متوسل به خشونت یا رفتار آسیب زا به دیگران می‌شوند که استراتژی‌های مؤثرتر برای برآوردن نیازها را نشناسند. عادت‌های فکری و گفتاری که منجر به استفاده از خشونت (جسمی و روانی) می‌شود، از طریق فرهنگ آموخته می‌شود. نظریه ارتباط بدون خشونت این را فرض می‌گیرد که تمام رفتارهای انسانی ناشی از تلاش برای برآوردن نیازهای جهانی انسان است و این نیازها هرگز در تضاد نیست. در عوض، درگیری زمانی رخ می‌دهد که استراتژی برای برآوردن نیاز به هم برخورد می‌کند. ارتباط بدون خشونت پیشنهاد می‌کند که اگر مردم بتوانند نیازهای خود، نیازهای دیگران، و احساسات، که این نیازها را احاطه کرده، شناسایی کنند، می‌توان هماهنگی را به دست آورد.
در حالی که ارتباط بدون خشونت ظاهراً به عنوان یک فرایند ارتباطی به منظور بهبود اتصال دلسوزانه با دیگران آموزش داده شده‌است. همچنین به عنوان یک تمرین معنوی و روحانی، مجموعه‌ای از ارزش‌ها، تکنیک پرورشی والدانه، یک روش آموزشی و به عنوان یک جهان بینی تفسیر می‌شود.

## تاریخچه و توسعه

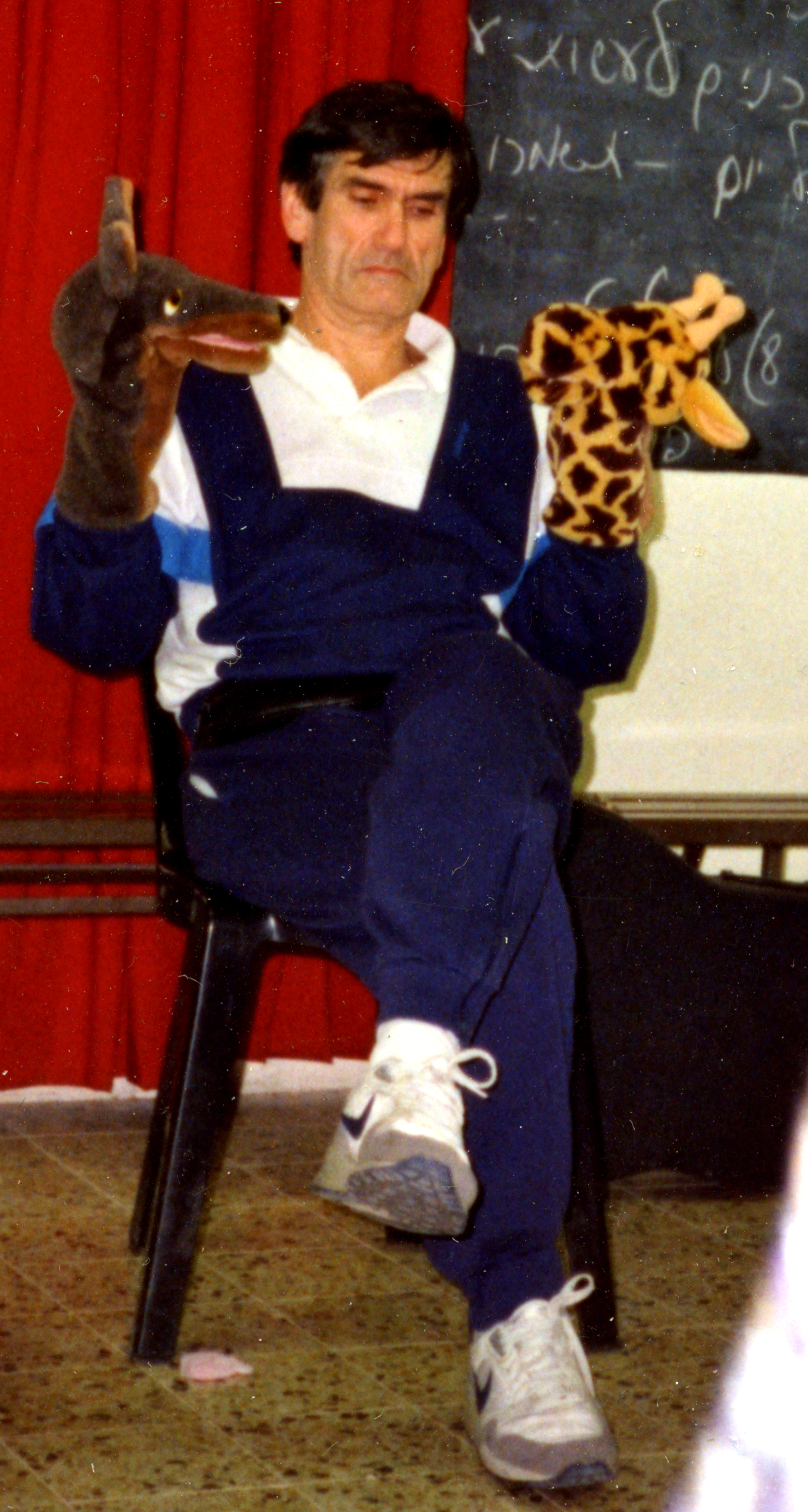
مارشال روزنبرگ(۱۹۳۵-۲۰۱۵)

آموزش ارتباط بدون خشونت از زمان جستجوی روزنبرگ برای یافتن راه سریعی برای انتشار مهارت‌های صلح، تحول یافته‌است. ارتباط بدون خشونت از کار او با فعالان حقوق مدنی در اوایل دهه ۱۹۶۰ ظهور کرد. در طی این مدت او همچنین بین دانش آموزان شورشی و مدیران کالج به عنوان میانجی عمل کرد و برای لغو مسالمت‌آمیز تبعیض نژادی طولانی مدت در مدارس دولتی برخی مناطق، فعالیت کرد.
به گفته ماریون لیتل (۲۰۰۸)، ریشه‌های مدل ارتباط بدون خشونت در اواخر دهه ۱۹۶۰تحول یافته‌است، زمانی که روزنبرگ در یکپارچه‌سازی نژادی در مدارس و سازمان‌ها در جنوب ایالات متحده مشغول به کار بود. اولین نسخه از این مدل (مشاهدات، احساسات و خواسته‌ها عمل گرا) بخشی از یک کتاب راهنمای آموزشی روزنبرگ تهیه شده در سال ۱۹۷۲ بود. مدل‌های به شکل کنونی خود (مشاهدات، احساسات، نیازها و درخواستها) در ۱۹۹۲ تکامل یافته‌اند. گفتگو بین روزنبرگ و همکارانش و مربیان ارتباط بدون خشونت همچنان ادامه یافت تا آنجا که بر مدلی تأثیر گذاشت که در اواخر دهه۲۰۰۰ اهمیت بیشتری به همدلی با خود به عنوان کلیدی برای کارایی مدل می‌داد. از سال ۲۰۰۰، با تغییر دیگری در تأکید، به مدل به عنوان یک فرایند اشاره شده‌است. به این ترتیب، تمرکز کمتر بر خود "مراحل " و بیشتر بر مقاصد پزشک در صحبت کردن ("است به قصد دریافت آنچه دیگران می‌خواهد که انجام شود، یا برای تقویت روابط معنا دارتر و با رضایت متقابل بیشتر؟") در گوش دادن ("است به قصد آماده شدن برای آنچه که می‌گویند، یا برای گسترش، توجه و احترام قلبی به دیگری؟ ") و کیفیت تماس تجربه شده با دیگران است.
کار روزنبرگ با کارل راجرز در پژوهش به منظور بررسی اجزای یک رابطه یاریگر، از نظر لیتل، برای توسعه ارتباط بدون خشونت اساسی بود. راجرز بر موارد زیر تأکید کرد: ۱) یادگیری تجربی، ۲) "صراحت در مورد حالت عاطفی فرد،" ۳) رضایت از شنیدن دیگران "به شیوه‌ای که برای آن‌ها تشدید شود،" ۴) غنی‌سازی و تشویق تجربه " گوش دادن خلاق، فعال، حساس، دقیق، همدلانه، "۵)" ارزش عمیق تجانس بین تجربه درونی خود، آگاهی هشیارانه فرد و ارتباطات فرد، " و پس از آن، ۶) تجربه مفرح از عشق و قدردانی بی‌قید و شرط و گسترش دادن مشابه آن [برای دیگران].
روزنبرگ تحت تأثیر اریک فروم، جورج آلبی، و جورج میلر، در حین دور شدن از درمان روانی بالینی، تمرکز بر جامعه را، در کار خود اتخاذ کرد. ایده‌های مرکزی مؤثر بر این تغییر روزنبرگ عبارت بودند از: (۱) سلامت روانی فردی به ساختار اجتماعی یک جامعه بستگی دارد (فروم)، (۲) درمانگران به تنهایی قادر به پاسخگویی به نیازهای روانی یک جامعه نیستند (آلبی)، و (۳) اگر روان‌شناسی آزادانه به جامعه داده شود دانش دربارهٔ رفتار انسان افزایش خواهد یافت (میلر).
کار اولیه روزنبرگ با کودکان با ناتوانی‌های یادگیری به عنوان شاهدی برای نشان دادن علاقه وی به مطالعات روان زبانشناختی و قدرت زبان به همان اندازهٔ تاکیدش بر همکاری ذکر شده‌است. مدل ارتباط غیر خشونت‌آمیز در توسعه اولیه خود، دوباره رابطه معلم - دانش آموز را بازسازی کرد تا به دانش آموزان مسئولیت بیشتری برای و در تصمیم‌گیری‌های مربوط به یادگیری خود بدهد. این مدل در طول سال‌ها به عنوان سمبل روابط قدرت نهادی (به عنوان مثال، پلیس - شهروند، رئیس - کارمند) و روابط غیررسمی (یعنی مرد - زن، غنی - فقیر، بزرگسالان- جوانان، والدین و فرزند) تحول یافته‌است. هدف نهایی توسعه روابط اجتماعی بر اساس پارادایم، " مشارکت " ترمیمی و احترام متقابل، به جای پارادایم " سلطه " کیفری، مبتنی بر ترس، است.
روزنبرگ مهاتما گاندی را به عنوان منبع الهام بخشی برای مدل ارتباط غیر خشونت‌آمیز شناخته‌است. هدف روزنبرگ توسعه یک فرایند عملی برای تعامل بوده که ریشه در فلسفهٔ " آهیمسا " گاندی دارد که ترجمه شده‌است به " عشق سرشاری که زمانی رخ می‌دهد که بد خواهی، خشم، و نفرت در قلب فروکش کرده‌است".

## نظریه ارتباط بدون خشونت

### بررسی اجمالی
ارتباط بدون خشونت معتقد است که بسیاری از درگیری بین افراد یا گروه‌ها از ارتباطات غلط در رابطه با نیازهای بشر به وجود می‌آیند که با توجه به قهری بودن یا دستکاری زبان است با هدف القاء ترس، گناه، شرم، و غیره انجام می‌شود. این شیوه‌های ارتباطی «خشن»، زمانی که در طی یک درگیری استفاده می‌شود، توجه شرکت کنندگان را از روشن کردن نیازهای خود، احساسات خود، درک خود، و درخواست‌های خود منحرف می‌کند، در نتیجه درگیری تداوم می‌یابد.

### فرضیات
مربیان ارتباط بدون خشونت اینابل و میکی کستن مفروضات اساسی ارتباط بدون خشونت را به صورت زیر مشخص کرده‌اند: [۴]
1. تمام افراد بشر در نیازهای مشابه اشتراک دارند
2. دنیای ما منابع کافی برای تأمین نیازهای اولیه هر انسانی را ارائه می‌دهد
3. همه کنش‌ها در جهت تلاش برای رفع نیازها است
4. احساسات به نیازهای در حال برآورده شدن یا برآورده نشده اشاره دارند
5. همه انسان‌ها ظرفیت شفقت دارند
6. همه انسان‌ها از بخشش لذت می‌برند
7. انسان از طریق روابط وابسته متقابل نیازهایشان را برآورده می‌سازند
8. انسان‌ها تغییر می‌کنند
9. انتخاب امری درونی است
10. مستقیم‌ترین مسیر به صلح تماس با خود است

## مقاصد
خواهران کستن بیشتر تمرین ارتباط غیر خشونت‌آمیز را پیشنهاد کردند که شامل مقاصد زیر است: [۴]
- زندگی با دل گشوده

1. شفقت با خود
2. ابراز ازصمیم قلب
3. دریافت با شفقت
4. اولویت بندی تماس
5. حرکت فراتر از «درست» و «غلط» برای استفاده از ارزیابی مبتنی بر نیازها

- انتخاب، مسئولیت، صلح

1. پذیرش مسئولیت احساسات مان
2. پذیرش مسئولیت اعمال مان
3. زندگی در صلح با نیازهای برآورده نشده
4. افزایش ظرفیت برای برآوردن نیازها
5. افزایش ظرفیت برای برخورد با لحظهٔ حال

- توان به اشتراک‌گذاری (مشارکت)

1. توجه یکسان به نیازهای همه
2. استفاده از زور در حداقل آن و بیشتر برای محافظت به جای آموزش، تنبیه، یا آنچه ما بدون توافق می‌خواهیم

## ارتباطی که راه شفقت را می‌بندد
ارتباط بدون خشونت شیوه‌های معینی از برقراری ارتباط را ارائه می‌کند که به سوی بیگانه کردن مردم با تجربه شفقت گرایش دارند: ([۲۹ فصل ۲)
- قضاوت اخلاقی دلالت دارد بر اشتباه یا بدی در بخشی از افرادی که در هماهنگی با ارزش‌های ما عمل نمی‌کنند. سرزنش، توهین، زیردست قرار دادن‌ها، برچسب‌ها، انتقادات، مقایسه‌ها و عیب‌جویی‌ها همه اشکالی از قضاوت گفته می‌شوند. (قضاوت اخلاقی نباید با قضاوت‌های ارزشی به عنوان کیفیت‌هایی که ما ارزش‌گذاری می‌کنیم،  اشتباه گرفته شود). استفاده از قضاوت‌های اخلاقی به عنوان یک راه غیرشخصی بیان خود تشخیص داده می‌شود، بدون نیاز به فاش کردن آنچه درون فرد در جریان است. در این شیوهٔ صحبت گفته می‌شود این نتیجه را دارد که "توجه ما  بر طبقه‌بندی، تجزیه و تحلیل، و تعیین سطح نادرستی متمرکز است و نه بر آنچه که ما و دیگران نیاز داریم و دریافت نمی‌کنیم".
- تقاضاهایی که به‌طور ضمنی یا به صراحت شنوندگان را تهدید به سرزنش یا تنبیه می‌کند اگر آن‌ها موفق به پیروی نشوند.
- انکار مسئولیت به زبانی که آگاهی از مسئولیت شخصی را مبهم می‌کند. گفته می‌شود ما مسئولیت اعمال‌مان را انکار می‌کنیم وقتی که ما علت‌شان را نسبت می‌دهیم به: نیروهای غیرشخصی مبهم ("من مجبور بودم")؛ شرایط‌مان، تشخیص‌مان، سابقه شخصی یا روانی‌مان؛ اعمال دیگران؛ دیکته اقتدار، گروه فشار؛ سیاست سازمانی، قوانین و مقررات، نقش‌های جنسیتی، نقش‌های اجتماعی، یا نقش سنی، یا انگیزه‌های غیرقابل کنترل.
- مقایسه بین مردم.
- فرض استحقاق، این که اقدامات خاصی شایستگی پاداش  دارند در حالی که دیگران شایستگی مجازات.

## مولفه‌های چهارگانه
ارتباط غیر خشونت‌آمیز شرکت کنندگان را به تمرکز بر چهار مؤلفه دعوت می‌کند:
- مشاهده: حقایق (آنچه ما می‌بینیم، می‌شنویم، یا لمس می‌کنیم) متمایز از ارزیابی ما از معنا و مفهوم. ارتباط غیر خشونت‌آمیز مانع از تعمیم‌های ایستا است. گفته شده‌است که «هنگامی که ما مشاهده را با ارزیابی ترکیب می‌کنیم دیگران برای شنیدن انتقاد و مقاومت در برابر آنچه که ما می‌گوییم، آماده می‌شوند». به جای آن، تمرکز بر روی مشاهدات خاص در زمان و زمینه توصیه می‌شود.
- احساسات: عواطف یا احساسها، عاری از تفکر و داستان. این‌ها متمایز از افکار هستند (به عنوان مثال، "من احساس می‌کنم من یک معامله عادلانه نداشتم") و از کلمات محاوره به عنوان احساسات استفاده می‌شود اما برای انتقال چیزی است که ما فکر می‌کنیم ما هستیم (به عنوان مثال، "ناکافی")، ما فکر می‌کنم که چگونه دیگران ما را ارزیابی می‌کنند (به عنوان مثال، "بی اهمیت")، یا آنچه که ما فکر می‌کنیم دیگران با ما انجام می‌دهند (به عنوان مثال، "بدفهمی"، "نادیده گرفته شدگی"). احساسات گفته می‌شود تا تجربه ما را از نیازهای برآورده شده یا برآورده نشده بازتاب دهد. احساسات شناسایی شده گفته می‌شود تا به ما اجازه دهد به راحتی با یکدیگر ارتباط برقرار کنیم و اجازه به خودمان برای آسیب‌پذیر بودن با ابراز احساسات مان می‌تواند به حل و فصل مناقشات کمک کند".
- نیازها: نیازهای جهانی بشر، متمایز از استراتژی‌های خاص برای برآوردن نیازها. فرض این است که "همه چیز ما در خدمت نیازهای ما است".
- درخواست: درخواست برای یک عمل خاص، آزاد از تقاضا. درخواست متمایز از تقاضا است که در آن فرد بدون تحریک برای تلاش در جهت وادار کردن طرف، برای شنیدن پاسخ "نه" گشاده است. اگر کسی درخواستی کند و پاسخ "نه" دریافت می‌کند، توصیه می‌شود که تسلیم نشود و قبل از تصمیم‌گیری برای ادامه گفتگو با آنچه که مانع فرد دیگری برای گفتن: "بله" می‌شود همدردی کند. توصیه می‌شود که در درخواست از زبان روشن، مثبت و عمل واقعی استفاده شود.

### حالت‌ها
سه حالت اولیه استفاده از ارتباط بدون خشونت وجود دارد:
- همدلی با خود شامل تماس مهربانانه با آنچه در درون ما در جریان است. این ممکن است شامل، عدم سرزنش، توجه به افکار و قضاوت‌هایی که داریم، توجه به احساسات مان، و اساسی‌ترین آنها، ارتباط با نیازهای است که ما را تحت تأثیر قرارمی دهند.
- دریافت همدردانه، در ارتباط بدون خشونت، شامل "ارتباط با آنچه که در فرد دیگر زنده است و آنچه که زندگی را برای آن‌ها شگفت انگیزمی کند … این تنها فهمی نیست که در ذهن ما فقط به‌طور ذهنی آنچه شخص دیگری می‌گوید فهم می‌کنیم … ارتباط همدلانه فهم از دلی است که ما در آن زیبایی در شخص دیگر، انرژی الهی در شخص دیگر، زندگی که در آن‌ها زنده است و.. را می‌بینیم. این به این معنا نیست که ما باید همان احساسات دیگری را احساس کنیم. همدردی زمانی است که ما احساس غم می‌کنیم وقتی که شخص دیگری ناراحت است. به این معنا نیست که ما همان احساسات را داریم؛ این بدین معناست که ما با فرد دیگر همراهیم … اگر شما به لحاظ ذهنی در تلاش برای درک شخص دیگر باشید، شما در حال حاضر با او نیستید. " همدلی شامل "خالی کردن ذهن و گوش دادن با تمام وجود ما است." ارتباط غیر خشونت‌آمیز نشان می‌دهد که اگرچه فرد دیگر خود را بیان می‌کند، ما بر گوش دادن به مشاهدات اساسی او، احساسات، نیازها، و درخواست‌هایش تمرکز می‌کنیم. پیشنهاد می‌شود که این می‌تواند مفید باشد که در بازتاب نقل قولی از شخص دیگر مؤلفه‌های ارتباط غیر خشونت‌آمیزی را که به‌طور تلویحی در پیام آمده‌است برجسته کنیم، مانند احساسات و نیازهایی که شما حدس می‌زنید آن‌ها ممکن است بیان کرده باشند.
- ابراز صادقانه، در ارتباط غیر خشونت‌آمیز احتمالاً شامل بیان یک مشاهده، احساس، نیاز و درخواست است. مشاهده ممکن است حذف شود اگر زمینهٔ گفتگو روشن باشد. احساس ممکن است حذف شود اگر پیش از آن ارتباط کافی وجود داشته باشد، یا زمینه جایی است که در آن نامگذاری یک احساس به احتمال زیاد برای کمک به ارتباط است. گفته می‌شود که نامگذاری یک نیاز علاوه بر یک احساس باعث می‌شود افراد به احتمال کمتری فکر کنند که شما آن‌ها را برای احساس‌تان مسئول می‌دانید. به‌طور مشابه، گفته می‌شود که داشتن یک درخواست علاوه بر نامگذاری نیاز باعث می‌شود احتمال کمتری دارد که افراد تقاضا مبهمی از آنچه نیاز شما است، استنباط کنند. به نظر می‌رسد اجزا به‌طور یاری دهنده‌ای با هم کار می‌کنند. به گفته مربی ارتباط غیر خشونت‌آمیز، باب ونت ورث، "مشاهده زمینه را روشن می‌کند، احساسات ارتباط را حمایت می‌کند و از آن‌ها را سرمان بیرون می‌آورد، نیازها ارتباط را پشتیبانی و آنچه مهم است را شناسایی می‌کنند و یک درخواست، نوع پاسخی را که شما ممکن است از آن لذت ببرید روشن می‌کند. استفاده از این اجزا با یکدیگر بالقوه شانس از دست دادن را به حداقل می‌رساند و حدس و گمان در مورد آنچه شما می‌خواهید و دلایل درخواستتان را قطع می‌کند

### پژوهش
ارتباط بدون خشونت بدون «پژوهش تحلیلی طولی» قابل توجهی است و مطالعات اندکی اثربخشی برنامه‌های آموزشی ارتباط بدون خشونت را ارزیابی کرده‌اند. تا به امروز، بحث اندکی از ارتباط غیر خشونت‌آمیز در زمینه‌های دانشگاهی وجود داشته‌است. بیشترین شواهد اثربخشی ارتباط بدون خشونت روایت گونه یا مبتنی بر حمایت‌های نظری بوده‌است.
در سال ۲۰۱۱، شش پایان‌نامه کارشناسی ارشد و رساله‌های دکترا شناخته شده‌است که مدل مبتنی بر اندازه نمونه ۱۰۸ یا کوچک‌تر را مورد آزمایش قرارداده‌اند و به‌طور کلی دریافته‌اند که مدل مؤثر می‌باشد.
آلن رولفز، که برای اولین بار روزنبرگ را در سال ۱۹۷۲ ملاقات کرد و یکی از بنیان‌گذاران مرکز ارتباط بدون خشونت است، توضیح می‌دهد که اندکی از ادبیات آکادمیک به شرح زیر است:
تقریباً همه برنامه‌های حل منازعه محیط علمی خود را به عنوان پایه‌شان و در نتیجه مطالعات تجربی دارند که توسط دانش تحصیلات تکمیلی اثر بخشی اش ارزیابی می‌شود. ارتباط بدون خشونت به خاطر ریشه‌هایش قابل توجه است. مارشال روزنبرگ، (دکترا در روان‌شناسی بالینی، دانشگاه ویسکانسین) از یک عملکرد خصوصی تمام وقت در روان‌شناسی بالینی و مشاوره بیرون می‌آید، نه از یک پست دانشگاهی. ارتباط غیر خشونت‌آمیز، ابداع او، به‌طور کامل یک سازمان مردمی است و تا همین اواخر هیچ گونه بنیاد یا کمک هزینه پولی نداشت، در مقابل ۱۰۰ درصد بر مبنای آموزش در کارگاه‌های ارائه شده عمومی و اختصاصی در سراسر جهان استوار بود. … داده‌های تجربی در حال حاضر به آرامی بیرون می‌آیند همچنان که محققان مستقل راهی برای تأمین بودجه‌شان برای انجام و انتشار مطالعات تجربی با بررسی‌های دقیق می‌یابند.
بنا به گزارش‌ها، ارتباط بدون خشونت در ایجاد تغییرات چشمگیر درزمینه پرستاری روان‌پزشکی قانونی که سطح بالایی از خشونت که در آن هنجاربود، درگیر شده‌است. ارتباط غیر خشونت‌آمیز، در ترکیب با دیگر مداخلات، در تلاش برای کاهش خشونت، به تصویب رسید. گفته شده مداخلات، شاخص‌های کلیدی خشونت را بیش از۹۰ درصد یک دوره سه ساله در یک واحد امنیتی و حدود ۵۰ درصد در یک سال در یک واحد با حداکثر امنیت، کاهش داده‌است.
تحقیقات اخیر، اعتبار وجود نیازهای جهانی انسانی را آشکار می‌کند.

### ارتباط با معنویت
به عنوان ترزا لاتینی اشاره می‌کند، "روزنبرگ ارتباط غیر خشونت‌آمیز را به عنوان یک عمل اساساً معنوی می‌فهمد". مارشال روزنبرگ، در واقع، تأثیر زندگی معنوی و روحانی خود را در توسعه و عمل ارتباط غیر خشونت‌آمیز توصیف کرده‌است:
"من فکر می‌کنم مهم آن است که مردم می‌بینند که معنویت اساس ارتباط غیر خشونت‌آمیز است، و آن‌ها در ذهن روند مکانیکی آن را یادمی‌گیرند. این واقعاً یک عمل معنوی است که من برای نشان دادن آن به عنوان یک روش زندگی تلاش می‌کنم. حتی اگر ما به این کار اشاره نکنیم، مردم را با این عمل مفتون می‌شوند. حتی اگر آن‌ها این عمل را به عنوان یک تکنیک مکانیکی تمرین کنند، آن‌ها شروع به تجربه چیزهایی بین خود و مردم دیگرمی شوند که قبلاً قادر به تجربه آن نبودند؛ بنابراین در نهایت آن‌ها به معنویت این روند می‌رسند. آن‌ها شروع به دیدن آنچه که بیش از یک فرایند ارتباطات است، می‌کنند و در می‌یابند که آن واقعاً تلاشی برای آشکارساختن یک معنویت خاص است.
روزنبرگ بیش از آن اظها می‌دارد که او ارتباط غیر خشونت‌آمیز به عنوان یک راه به "آگاه شدن از" آنچه او "انرژی الهی معشوق" می‌نامد توسعه داده‌است."
برخی از مسیحیان ارتباط غیر خشونت‌آمیز را مکمل ایمان مسیحی خود یافته‌اند. بسیاری از مردم ارتباط غیر خشونت‌آمیز را هم در تئوری و هم در تجلی آرمان بودایی در عمل، بسیار مکمل بودیسم یافته‌اند.

### رابطه با دیگر مدل‌ها
ماریون لیتل چارچوب‌های نظری مرتبط با ارتباط غیر خشونت‌آمیز را بررسی می‌کند. نفوذ مدل مبتنی بر علاقه برای حل منازعه، مذاکره و میانجی گری که توسط فیشر، یوری، و پاتن در پروژه مذاکره هاروارد در دهه ۱۹۸۰توسعه یافت، به نظر می‌رسد برخی همپوشانی‌های مفهومی با ارتباط غیر خشونت‌آمیز دارد، اگرچه هیچ‌یک از این مدل‌ها مرجع دیگری نیستند. لیتل نشان می‌دهد مدل گوردون برای ارتباط مؤثر (۱۹۷۰) احتمالاً به عنوان یک پیشرو برای هر دو مدل ارتباط غیر خشونت‌آمیز و مذاکره مبتنی بر علاقه، بر شباهت‌های مفهومی مبتنی است، اگرچه هیچ‌گونه شواهد مستقیم از ارتباط وجود ندارد. گوردون، مانند روزنبرگ با کارل راجرز کار کرده بود، بنابراین شباهت مدل‌ها ممکن است منعکس‌کننده تأثیرات مشترک باشد.
سوزان جونز یک تفاوت اساسی بین گوش دادن فعال نشأت گرفته از گوردون و گوش دادن همدلانه پیشنهادی روزنبرگ می‌بیند، تا آنجا که گوش دادن فعال شامل یک مرحله خاص منعکس‌کننده آنچه گوینده گفته می‌باشد تا به آن‌ها اجازه دهد بدانند که شما در حال گوش دادن هستید، در حالی که گوش دادن همدلانه شامل یک فرایند مستمر گوش دادن با قلب و ذهن و حضور در تجربه دیگری و معنای تجربه برای آن شخص، با هدف درک و همدردی با نیازهای دیگری است. [۴۷]
گرت دانیل سن و حوا کوک هر دو اشاره می‌کنند به همپوشانی بین فرضهای قبلی ارتباط غیر خشونت‌آمیز و کسانی از نظریه نیازهای انسانی (HNT) (یک مدل علمی برای درک منابع درگیری و طراحی فرایندهای حل منازعه) با این ایده که "خشونت زمانی اتفاق می‌افتد که افراد یا گروه‌های خاصی هیچ راه دیگری برای برآوردن نیازهایشان خود نمی‌بینند، یا زمانی که آن‌ها نیاز به فهم شدن، احترام و توجه به نیازهایشان دارند. "
چپمن فلاک می‌بیند همپوشانیی بین طرفداران روزنبرگ و تفکر انتقادی، به ویژه فرمول اتحاد محبت و تفکر روشنِ برتراند راسل می‌بیند.
مارتا لزلی شباهتهایی بین روش مکالمات متمرکز توسعه یافته توسط مؤسسه امور فرهنگی (ICA)، با مشاهدات، احساسات، نیازها، و درخواستهای ارتباط غیر خشونت‌آمیز می‌بیند که مؤلفه‌هایش با مراحل هدف، بازتابنگی، تفسیری، و تصمیم‌گیری FCM مربوط است.

### پاسخ‌ها
نقدهای منتشر شده اندکی از ارتباط غیر خشونت‌آمیز وجود دارد. با این حال، محققان اشاره کرده‌اند که ارتباط غیر خشونت‌آمیز فاقد پایگاه شواهد فراتر از ادعاهای روایتی فراوان برای اثربخشی هستند و به همین ترتیب فاقد بحث در ادبیات مبنای نظری مدل هستند.
چپمن فلاک، در بررسی آموزش تصویری روزنبرگ، ارائه‌ای از ایده‌های کلیدی «طلسم الزام‌آور» و حکایات «فروتنی و الهام» می‌یابد، به «زیبایی کارش» و «انجام خوب و ماهرانه تفکربا توجه» اش هنگامی تعامل با مخاطبان، اشاره می‌کند. اما فلاک در شگفت است از آنچه که جنبه‌های ارائه روزنبرگ را می‌سازد، مانند «نمای کم نور از مکانی برای تفکر» و بنایش در گزارش والتر وینک از منشأهای تفکر ما. برای فلاک، برخی از مؤلفه‌ها آنچه روزنبرگ می‌گوید مانند پاسخهای مناسبی به نظر می‌رسد که در تضاد با تصویر چالش‌برانگیز و پیچیده‌ای از تاریخ طبیعت انسانی است که ادبیات و هنر پیشنهاد می‌کنند.
فلاک به تمایز بین "حس قوی" در ارتباط غیر خشونت‌آمیز به عنوان یک فضیلت که ممکن است با مراقبت و توجه همراه باشد، و "حس ضعیف" اشاره می‌کند که تقلید از آن متولد نفس و عجله است. حس قوی زبانی برای بررسی تفکر و کنش‌های فرد، پشتیبانی از فهم، بردن یک فرد بهترین وجه به درون جامعه، و احترام به احساسات فرد را ارائه می‌کند. در حس ضعیف، کسی ممکن است زبان را به عنوان قواعد بکار گیرد و از آ برای امتیاز دهی به نقاط بحث و گفتگو استفاده کند، برای منافع سیاسی به دیگران برچسب بزند، یا اصرار کند که دیگران خودشان را به این شیوه بیان کنند. اگر نگرانیی هست که برخی از آنچه روزنبرگ می‌گوید می‌تواند منجر به احساس ضعیف شود، فلاک شواهدی را می‌بیند که تاییدکننده این است که روزنبرگ حس قوی در عمل می‌فهمد. کار روزنبرگ با شرکت کنندگان در این کارگاه "چیزی واقعی" را نشان می‌دهد. اما فلاک هشدار می‌دهد که "وسوسه حس ضعیف غایب نخواهد بود." به عنوان پادزهر، فلاک توصیه می‌کند، "محافظه کار باشید که در آنچه انجام می‌دهید، و لیبرال باشید در آنچه از دیگران می‌پذیرید،" و مراقب "دگردیس ارتباط غیر خشونت‌آمیز به خشونت ظریف انجام شده به نام آن"باشید.
پروفسور الن گورسوسکی از دانشگاه بولینگ گربن استیت، در ارزیابی کتاب روزنبرگ، "ارتباط غیر خشونت‌آمیز: زبان شفقت" (۱۹۹۹)، در زمینه‌ای از خطابه ژئوپولیتیک اظهار می‌کند که "قدرت نسبی فرد بسیار دست بالا برآورد شده‌است در حالی که موضوع اصلی ساختاری از خشونت است که تقریباً به‌طور کامل نادیده گرفته می‌شود. "
خبرگزاری پودل دنسر گزارش می‌دهد که ارتباط غیر خشونت‌آمیز توسط بسیاری از چهره‌های عمومی تأیید شده‌است.
اسون هارتن اشتاین یک سری از کارتون‌هایی ساخته‌است که در آن ارتباط غیر خشونت‌آمیز را دست انداخته‌است.

### سازمان‌ها
مرکز ارتباط غیر خشونت‌آمیز (CNVC)، تأسیس شده توسط مارشال روزنبرگ، NVC را در میان اصطلاحات دیگر مارک ارتباط غیر خشونت‌آمیز و ارتباطات مهربان کرده‌است، به منظور روشن کردن ونشان دادن اهدافش. [۵۷] مرکز ارتباط غیر خشونت‌آمیز به مربیانی که مایل به آموزش ارتباط غیر خشونت‌آمیز به گونه‌ای همراستا با فهم این مرکز از روند ارتباط غیر خشونت‌آمیز هستند، گواهی می‌دهد. [۵۸]
در حالی که مرکز ارتباط غیر خشونت‌آمیز برخی از آموزش‌ها را ارائه می‌کند، [۵۹] بیشترین آموزش ارتباط غیر خشونت‌آمیز توسط مربیان مستقل یا با حمایت سازمان‌های ارتباط غیر خشونت‌آمیز ارائه می‌گردد که متحد با مرکز ارتباط غیر خشونت‌آمیز اقدام می‌کنند اما با هیچ رابطه رسمی با آن ندارند[۶۰] برخی از این آموزش‌ها از طریق مرکز ارتباط غیر خشونت‌آمیز اعلام شده‌است. ۶۱] سازمان‌های‌های ارتباط غیر خشونت‌آمیز متعدد در سراسر جهان، بسیاری با تمرکز منطقه‌ای وجود دارد.

## مقالات در مورد ارتباط بدون خشونت
- آلتی، ت. "تفکراتی بر ارتباط بدون خشونت و تغییرات اجتماعی است." مؤسسه کو اینتلیجنس.
- کبتزنیک، ر و کولن، م (۲۰۰۴) مصلح سفر: گفتگو با مارشال روزنبرگ " اینکوایری مایند، شماره پاییز.
- مور، پ (۲۰۰۴)"ارتباط بدون خشونت به عنوان تکاملی ضروری رویکرد درونی مارشال روزنبرگ" جایگزین، شماره ۲۹، بهار.
- سیمونز، گ. (۲۰۰۳) "بررسی ارتباط بدون خشونت" خبرنامه اروپایی SIETAR، نوامبر.
- سوئر، م. (۲۰۰۴) "کارشناس در حل و فصل منازعات معتقد است که عدم خشونت در طبیعت ما است" سان دیگو یونیون تریبیون، ۱۴ اکتبر، ۲۰۰۴.
- ون گلدر، س (۱۹۹۸) "زبان صلح‌آمیز" مجله یس، تابستان ۱۹۹۸